# Gnathampharete paradoxa
Gnathampharete paradoxa är en ringmaskart som beskrevs av Desbruyères 1978. Gnathampharete paradoxa ingår i släktet Gnathampharete och familjen Ampharetidae. Inga underarter finns listade i Catalogue of Life.